# Belle-Croix d'Ennery
La Belle-Croix est un petit édifice de type croix couverte situé à Ennery en Moselle, classé aux monuments historiques.

## Description
Cet édifice se compose d’une voûte en croisée d’ogives appuyée contre quatre contreforts angulaires, et dont les nervures, se coupant à angle droit, se prolongent, sans tailloirs ni chapiteaux, jusqu’à une base octogonale reposant sur le sol dans chacun des angles de la petite chapelle.
Sur chacune des quatre faces est ouverte une large ogive de 2,50 m de large sur environ 3,80 m de haut. Un mur à hauteur d’appui fermait ces ogives sur trois côtés. Deux rosaces décorent deux faces opposées. Les contreforts sont à deux étages et se terminent par un pignon élancé, dans la partie duquel se dessinent deux crochets en relief. En dessous sont gravés d’une part l’écusson des de Heu et, d’autre part, la date 1462.
Cet écusson caractérise les auteurs de cette construction et la date s’accorde quant à elle parfaitement avec le style de cette dernière pour fixer l’époque où elle fut élevée. C’est donc probablement un monument de la piété filiale de Jean de Heu, qui le consacra au souvenir de son père Nicolle II, le grand aumônier, mort en cette même année[Interprétation personnelle ?].
La croix, renversée par les jours néfastes de la Révolution, a été rétablie au début du XXe siècle. Elle n’était pas dénuée d’une certaine élégance, mais son style n’était pas assorti avec celui de l’édicule qui l’abritait.
L’édifice fut classé au titre des monuments historiques de France par arrêté du 3 septembre 1921.
Durant la Seconde Guerre mondiale, la croix fut enlevée pour être mise en sécurité dans une maison, mais elle ne fut jamais retrouvée.
C’est en 1976 que des jeunes du village redonnèrent un peu de vie à cet édifice. Lors du nettoyage des lieux et en creusant le sol, deux statuettes en pierre de Jaumont hautes de quarante-cinq centimètres, représentant des personnages, ont été trouvées. Elles sont décapitées, indiquant qu'elles datent d'avant la révolution de 1789. Elles provenaient vraisemblablement des deux niches situées dans la partie haute des contreforts. Les quêtes faites aux messes dominicales permirent de racheter une nouvelle croix. Un Christ de bronze fut offert par un habitant du village pour être fixé sur la croix. Le dimanche 12 décembre 1976, le monument restauré est béni.
L’année 1978 allait être une année importante pour cet édifice. En effet, le doublement de la route départementale, qui passe à l’entrée du village, rend obligatoire son déplacement. En été, des spécialistes dépêchés par les Beaux-Arts arrivent sur les lieux. L’une après l’autre, les pierres sont numérotées, descellées et descendues au pied du monument. Il est réédifié à 48 mètres de son ancien emplacement. Un cartouche gravé dans la pierre indique la direction et la distance de l’ancien emplacement.